# تاسوکو هونجو
تاسوکو هونجو (انگلیسی: Tasuku Honjo؛ زادهٔ ۲۷ ژانویهٔ ۱۹۴۲ در کیوتو) ایمنی‌شناس برنده جایزه نوبل اهل ژاپن است. او در سال ۲۰۱۸ به همراه جیمز پی. الیسن، برنده جایزه نوبل فیزیولوژی و پزشکی شد. از دیگر جوایز او می‌توان به جایزه تانگ و جایزه روبرت کخ اشاره کرد.

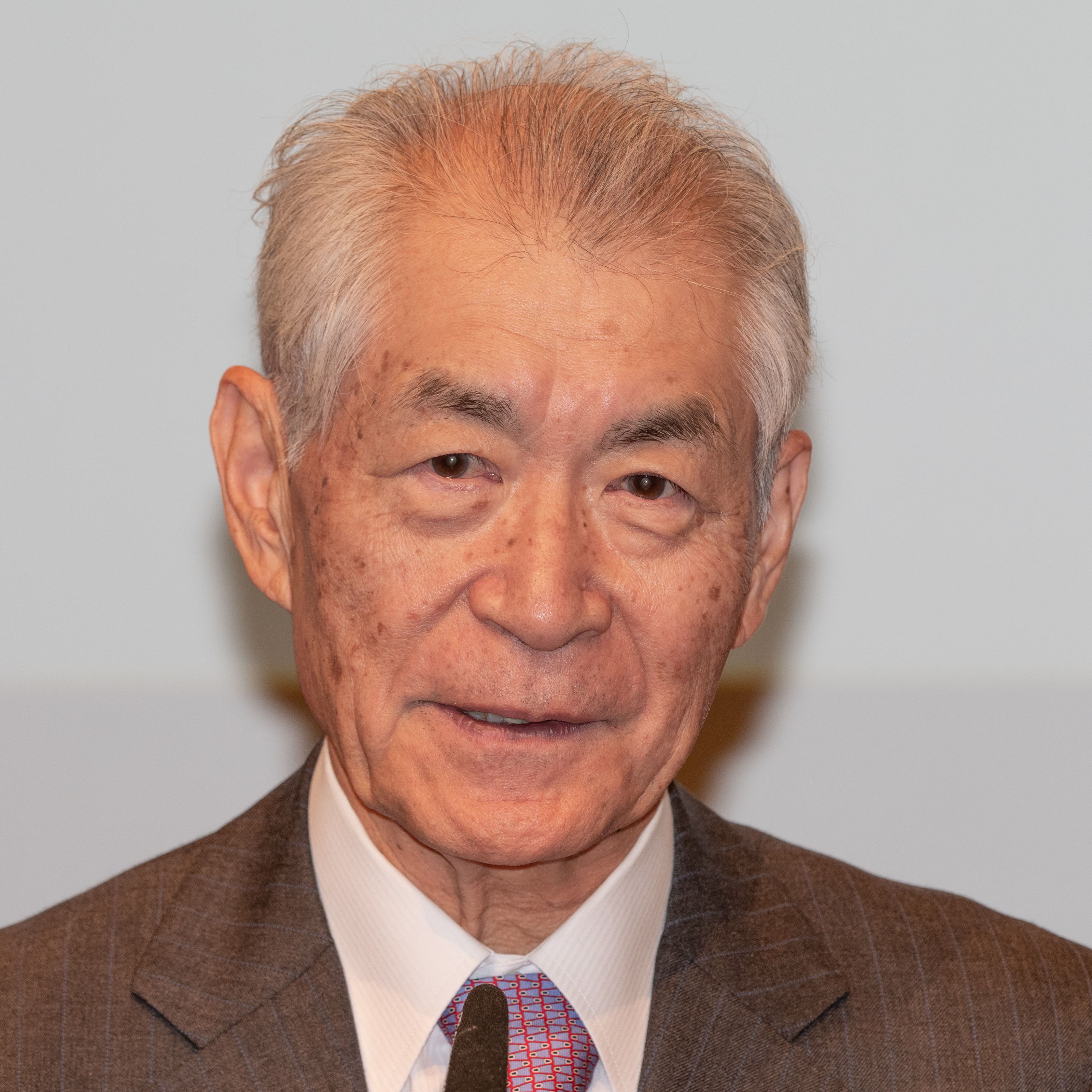
هونجو در سال ۲۰۱۸ که جایزه نوبل فیزیولوژی و پزشکی را برد.

## کرونا
تاسوکو هونجو هرگز نگفته و ننوشته که عامل دنیاگیری کروناویروس، یک ویروس ساخت انسان است. این ادعا شایعه و دروغ است.